# The (International) Noise Conspiracy
The (International) Noise Conspiracy was een rockband uit Umeå, Zweden. De band werd in 1998 opgericht en bestaat sindsdien uit Lars Strömberg (speelt ook in Separation), Dennis Lyxzén (speelde in Refused en AC4), Sara Almgren en Ludwig Dahlberg.
De band mixt garage rock en soul uit de jaren zestig met punk uit de jaren zeventig, en verzet zich met haar muziek en teksten tegen de heersende kapitalistische cultuur. De band zou gebaseerd zijn rond Phil Ochs' uitspraak dat de perfecte rockband zou bestaan uit een combinatie van Elvis Presley en Che Guevara.

## Discografie
- Survival Sickness (2000)
- A New Morning, Changing Weather (2001)
- Armed Love (2004)
- The Cross Of My Calling (2008)